# Say Yeah
A Say Yeah című dal a The Limit nevű formáció és az amerikai Gwen Guthrie közös dala, mely a The Limit csapat azonos című The Limit 1985-ben megjelent albumán hallható.
Az album 7. helyen végzett az Hot Dance Club Play slágerlistáján, valamint Írországban a 25., míg az angol kislemezlista 17. helyén végzett.

## Megjelenések
7"  Portrait – A 4808
- A	Say Yeah (Edit) 4:20 Vocals [Featured Vocalist] – Gwen Guthrie, Vocals [Lead] – Rob Van Schaik, Written-By – V. Gibbs
- B	Destiny	3:57

## Slágerlista
| 1984 | Say Yes (with The Limit) | 7 | 25 | 17 |